# Sean Bergenheim
Sean Bergenheim (ur. 8 lutego 1984 w Helsinkach w Finlandii) – fiński hokeista, reprezentant Finlandii.
Jego brat Dean (ur. 1990) także został hokeistą.

## Kariera
- Jokerit U16 (1997-2000)
- Jokerit U18 (1999-2002)
- Jokerit U20 (2000-2002)
- Kiekko-Vantaa (2002)
- Jokerit (2001-2003)
- New York Islanders (2003)
- Jokerit (2003-2004)
- Bridgeport Sound Tigers (2004-2006)
- New York Islanders (2005, 2006)
- Łokomotiw Jarosław (2006)
- Frölunda (2006-2007)
- New York Islanders (2007-2010)
- New York Islanders (2007-2010)
- Tampa Bay Lightning (2010-2011)
- Florida Panthers (2011-2012)
  -  HIFK (2012)
- Florida Panthers (2013-2015)
- Minnesota Wild (2015)
- SC Bern (2015-2016)
- Frölunda HC (2016-2017)

Wychowanek Jokeritu. W drafcie NHL z 2002 został wybrany przez New York Islanders. Od 2003 w barwach tego klubu rozpoczął karierę w NHL (początkowo równolegle grał także w zespole farmerskim w lidze AHL). Po pięciu sezonach, od 2010 przez rok grał w Tampa Bay Lightning, a od lipca 2011 zawodnik Florida Panthers. Od września 2012 na okres lokautu w sezonie NHL (2012/2013) związany rocznym kontraktem z fińskim stołecznym klubem HIFK. Zagrał w nim jedynie dwa mecze, zaś we wznowionym sezonie NHL nie pojawił się wcale z uwagi na kontuzję pachwiny. Przed sezonem NHL (2013/2014) kończył leczenie kontuzji. Od końca lutego 2015 zawodnik Minnesota Wild. Od października 2015 zawodnik SC Bern. Od listopada 2016 zawodnik Frölunda HC. W styczniu 2017 zakończył karierę zawodniczą z uwagi na skutki wstrząśnienia mózgu.
Uczestniczył w turniejach mistrzostw świata w 2006, 2007, 2008.

## Sukcesy

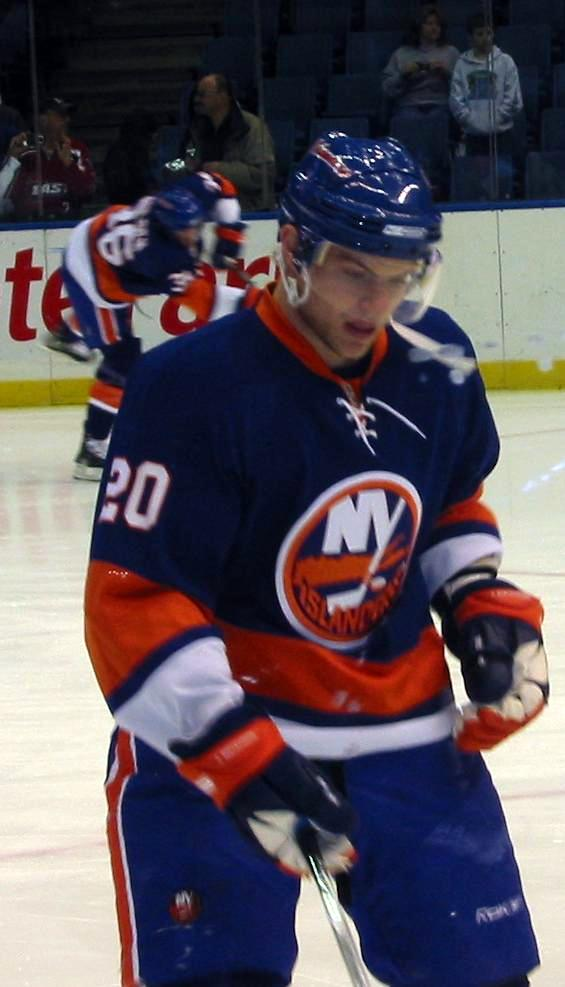
Sean Bergenheim w barwach New York Islanders (2009)

Reprezentacyjne
- Brązowy medal mistrzostw świata juniorów do lat 18: 2001
- Brązowy medal mistrzostw świata juniorów do lat 20: 2002, 2003, 2004
- Brązowy medal mistrzostw świata: 2006, 2008
- Srebrny medal mistrzostw świata: 2007

Klubowe
- Złoty medal mistrzostw Finlandii: 2002 z Jokeritem
- Puchar Kontynentalny: 2003 z Jokeritem